# 179 (numero)
Centosettantanove (179) è il numero naturale che segue il 178 e precede il 180.

## Proprietà matematiche
- È un numero dispari.
- È un numero difettivo.
- È il quarantunesimo numero primo (precede il 181 e segue il 173).
  - È un numero primo gemello con 181. Essendo il minore della coppia, è anche un numero primo di Chen.
  - È un numero primo sicuro e un numero primo di Sophie Germain.
  - È il secondo elemento della catena di Cunningham del primo tipo (89, 179, 359, 719, 1439, 2879).
  - È un primo di Gauss.
  - È un numero primo forte.
  - È un numero primo lungo.
  - È un numero primo di Eisenstein.
- È un intero privo di quadrati.
- È un numero strettamente non palindromo.
- Può essere espresso come differenza di due quadrati: 179=90² - 89².
- Fa parte della sequenza di Thue–Morse.
- 179 = (17 x 9) + (17 + 9).
- È parte della terna pitagorica (179, 16020, 16021).
- È un numero omirp.

## Astronomia
- 179P/Jedicke è una cometa periodica del sistema solare.
- 179 Klytaemnestra è un asteroide della fascia principale del sistema solare.

## Astronautica
- Cosmos 179 è un satellite artificiale russo.

## Altri ambiti
- L'afnio 179 è il nuclide stabile con il più alto momento di quadrupolo elettrico.